# Westerrönfeld
Westerrönfeld (niederdeutsch Westerrünnfeld) ist eine amtsangehörige Gemeinde im Kreis Rendsburg-Eckernförde in Schleswig-Holstein.

## Geografie

### Lage
Der Ort liegt direkt am Nord-Ostsee-Kanal. Im Gebiet der Gemeinde hat es einige Heideflächen und Binnendünen gegeben, von denen nur noch wenige erhalten sind.

### Nachbarorte
Die Nachbargemeinden sind:
| Himmelsrichtung | Gemeinde   |
| --------------- | ---------- |
| Norden          | Rendsburg  |
| Osten           | Rendsburg  |
| Süden           | Jevenstedt |
| Westen          | Schülp     |

## Geschichte

### Vor 1900

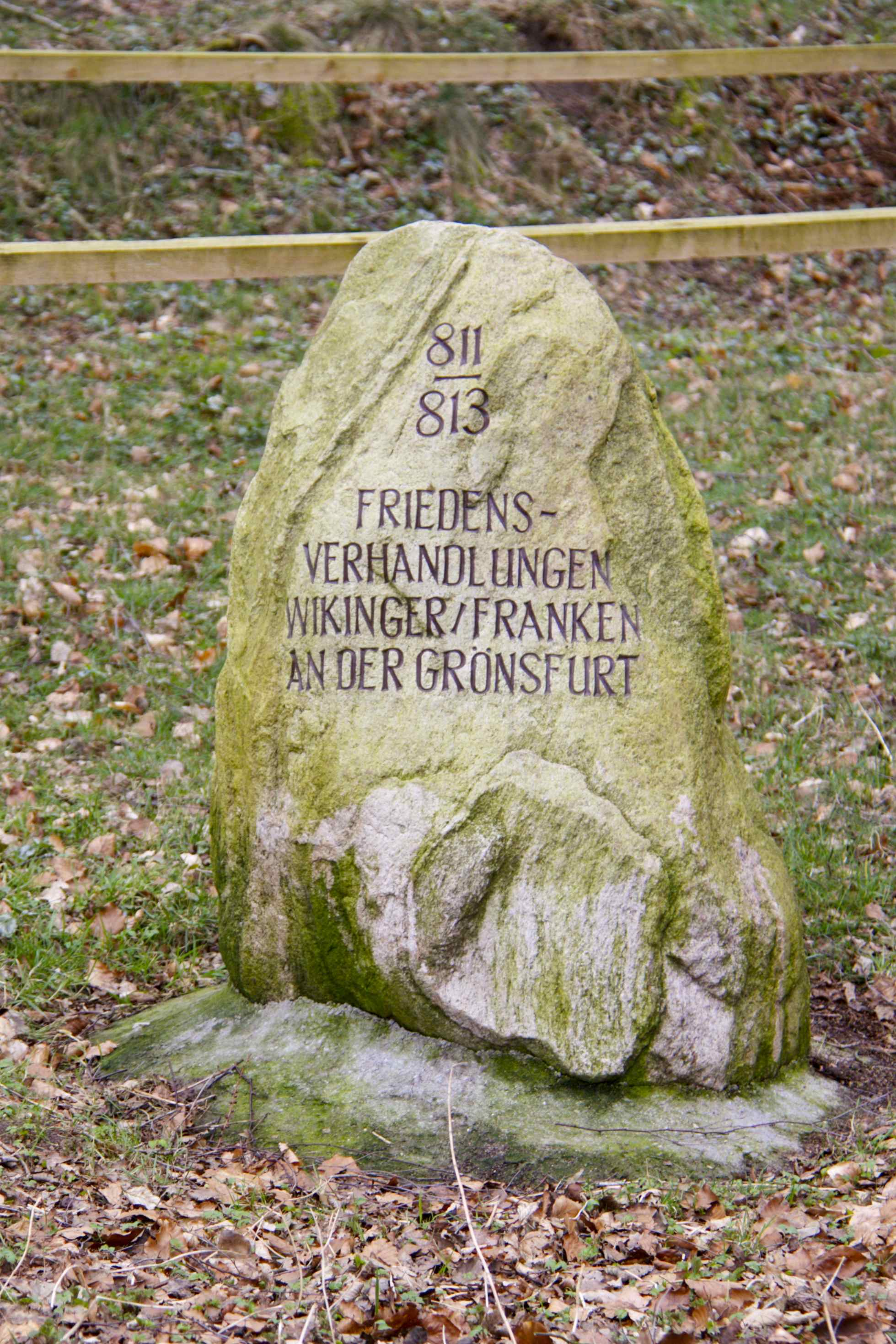
Gedenkstein Grönsfurt bei Fockbek

An der Eider zwischen Fockbek und Westerrönfeld stießen die beiden Reiche der Wikinger und Franken aneinander. An der dortigen Grönsfurt fanden 811 Friedensverhandlungen zwischen Wikingern und Franken statt.
Der Ort, der an einer Eiderfurt am Ochsenweg lag, wurde 1437 erstmals im Kieler Erbebuch urkundlich erwähnt. Während des Dreißigjährigen Kriegs waren die schwedischen Truppen, die Rendsburg belagerten, in Westerrönfeld stationiert, wobei es in Westerrönfeld zu Plünderungen kam.
Seit 1695 gibt es einen jüdischen Friedhof im Ort, auf dem jüdische Bürger aus Rendsburg begraben wurden.
Im 18. Jahrhundert starben mehr als 100 Einwohner an der Pest. Für sie wurde eigens außerhalb des Orts ein Friedhof angelegt.

### Ab 1900
Die Gemeinde gehörte ursprünglich zum Amtsbezirk (später Amt) Jevenstedt. Durch Flüchtlinge, die in Westerrönfeld eine neue Heimat gefunden haben, wuchs die Zahl der Einwohner nach dem Zweiten Weltkrieg von 1500 auf 2500. 1948 trat die Gemeinde dann aus dem Amt aus. Am 1. Januar 2001 hat Westerrönfeld die Selbstverwaltung aufgegeben und trat dem Amt Jevenstedt wieder bei.
Am 12. Dezember 1991 gab es ein Attentat auf zwei Mitarbeiter des Abwasserzweckverbands in Westerrönfeld. Ein Landwirt aus Fockbek, der die zwei Beamten erschossen hatte, fuhr daraufhin mit seinem mit Sprengstoff beladenen Auto gegen das Rathaus in Fockbek. Danach erschoss er sich selbst.

## Bevölkerungsentwicklung
| 2000                                    | 5.166 | 2.619 | 2.547 | 40,0 |
| 2005                                    | 5.106 | 2.588 | 2.518 | 41,9 |
| 2010                                    | 4.959 | 2.532 | 2.427 | 44,0 |
| 2015                                    | 4.933 | 2.520 | 2.413 | 45,6 |
| 2020                                    | 5.014 | 2.575 | 2.439 | 46,7 |
| 2021                                    | 4.973 | 2.565 | 2.408 | 46,9 |
| 2022                                    | 5.026 | 2.596 | 2.430 | 46,7 |
| 2023                                    | 4.986 | 2.562 | 2.424 | 47,1 |
| Höchster und niedrigster Wert je Spalte |       |       |       |      |

## Politik

### Gemeindevertretung
| 2003                                                                  | 19 | 10 | 6 | 3 |   |
| 2008                                                                  | 19 | 9  | 6 | 4 |   |
| 2013                                                                  | 17 | 8  | 6 | 3 |   |
| 2018                                                                  | 17 | 8  | 5 | 4 |   |
| 2023                                                                  | 24 | 10 | 5 | 5 | 4 |
| Die fett markierte Zahl der Partei je Zeile stellt den Bürgermeister. |    |    |   |   |   |

- SPD: 5
- Grüne: 4
- KWG: 5
- CDU: 10

In Westerrönfeld sind die Sitze der Gemeindevertretung seit 2003 auf die CDU, die SPD und die Kommunale Wählergemeinschaft (KWG) verteilt. 2023 sind die GRÜNEN erstmalig angetreten und dazugekommen.

### Bürgermeister
| Von  | Bis  | Name                 | Partei |
| ---- | ---- | -------------------- | ------ |
| 1886 | 1898 | Joachim Greve        |        |
| 1898 | 1906 | Hinrich Lembke       |        |
| 1906 | 1912 | Markus Rohwer        |        |
| 1912 | 1919 | Heinrich Reimers     |        |
| 1919 | 1924 | Thomas Storm         |        |
| 1924 | 1945 | Wilhelm Kühl         |        |
| 1945 | 1949 | Johann Peters        | SPD    |
| 1949 | 1959 | Jürgen Schülldorf    |        |
| 1959 | 1966 | Christian Jobmann    | SPD    |
| 1966 | 1977 | Richard Kelling      | CDU    |
| 1977 | 1978 | Klaus Schülldorf     |        |
| 1978 | 1982 | Hans Sieck           | SPD    |
| 1982 | 1990 | Richard Pieske       | CDU    |
| 1990 | 1998 | Elke Heinz           | SPD    |
| 1998 | 2001 | Arno Dummer          | CDU    |
| 2001 | 2023 | Hans-Otto Schülldorf | CDU    |
| 2023 |      | Norbert Klause       | SPD    |

### Wappen
Das Wappen und die Flagge wurden am 23. März 1970 genehmigt.
Blasonierung: „In Blau ein goldener Pfahl, gekreuzt und an der Kreuzungsstelle überdeckt mit einem silbernen Wellenbalken; im ersten Viertel ein silbernes Wagenrad mit acht Speichen, im vierten Viertel ein gestürzter silberner Anker.“
In der Vergangenheit war Westerrönfeld ein Dorf an der Eider, das überwiegend agrarwirtschaftlich geprägt war. Heute liegt es im strukturverändernden Zugriffsbereich Rendsburgs. Der Wellenbalken im Wappen kennzeichnet nicht nur die Eider, sondern auch den Nord-Ostsee-Kanal, der im Norden an die Gemeinde grenzt. Durch den Anker im Wappen wird angedeutet, dass die Kanal- und vordem die Eiderschiffahrt für den Ort Teilhabe am Wasserstraßenverkehr bedeutete. Zugleich kann der Wellenbalken als eine „redende“ Umsetzung des Ortsnamens „Feld bei der Rinne“ (niederdeutsch: „Rönn“) aufgefasst werden. Gemeint ist die Wehrau, die durch die Nachbargemeinde Osterrönfeld in den Nord-Ostsee-Kanal mündet. Der Tunnel unter dem Kanal, dargestellt durch den Pfahl, führt von Westerrönfeld nach Rendsburg. Er ist Bestandteil der Bundesstraße 77, die durch den Ort führt. Das Wagenrad dokumentiert das Verkehrsaufkommen. Die Schildfarbe Blau symbolisiert noch einmal die Bedeutung der Wasserwege für den Ort.

### Flagge

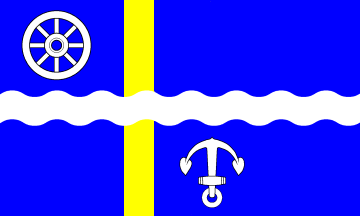
Flagge Westerrönfeld seit 23. März 1970

In Blau zwei durchgehende, ein liegendes lateinisches Kreuz bildende schmale Streifen, der waagerechte weiß und wellenförmig, der senkrechte gelb und an der Kreuzungsstelle von dem waagerechten Streifen überdeckt, unmittelbar neben der Stange im oberen Feld ein weißes Wagenrad mit acht Speichen, im unteren Feld ein weißer, gestürzter Anker.

### Partnergemeinden
| Gemeinde/Stadt | Land                                | seit |
| -------------- | ----------------------------------- | ---- |
| Tinglev        | Syddanmark, Dänemark                |      |
| Züssow         | Mecklenburg-Vorpommern, Deutschland | 1991 |

## Bildung

### Allgemeinbildende Schulen
Die Schulreform im Jahr 2007 hat zur Einrichtung der Grund- und Regionalschule des Amtes Jevenstedt mit Standorten in Jevenstedt und Westerrönfeld geführt. Seit der letzten Schulreform 2014 existiert diese Schule als „Grund- und Gemeinschaftsschule des Amtes Jevenstedt“.
- Grundschule
  - Schule am Ochsenweg, Am Sportplatz 4

- Gemeinschaftsschule
  - Schule am Ochsenweg, Am Sportplatz 4

### Kindertagesbetreuung
- Kindergärten[12]
  - Evangelischer Kindergarten, Am Kindergarten
  - Kommunale Kindertagesstätte Zauberwald, Am Busbahnhof 14 b

## Wirtschaft
Der Ort war ursprünglich durch Landwirtschaft, Fischerei, Seefahrt und Schiffbau geprägt. Heute werden aufgrund der Nähe zu Rendsburg sowie der Verkehrsanbindungen nach Kiel und zur Bundesautobahn 7 Gewerbegebiete ausgebaut.

## Verkehr

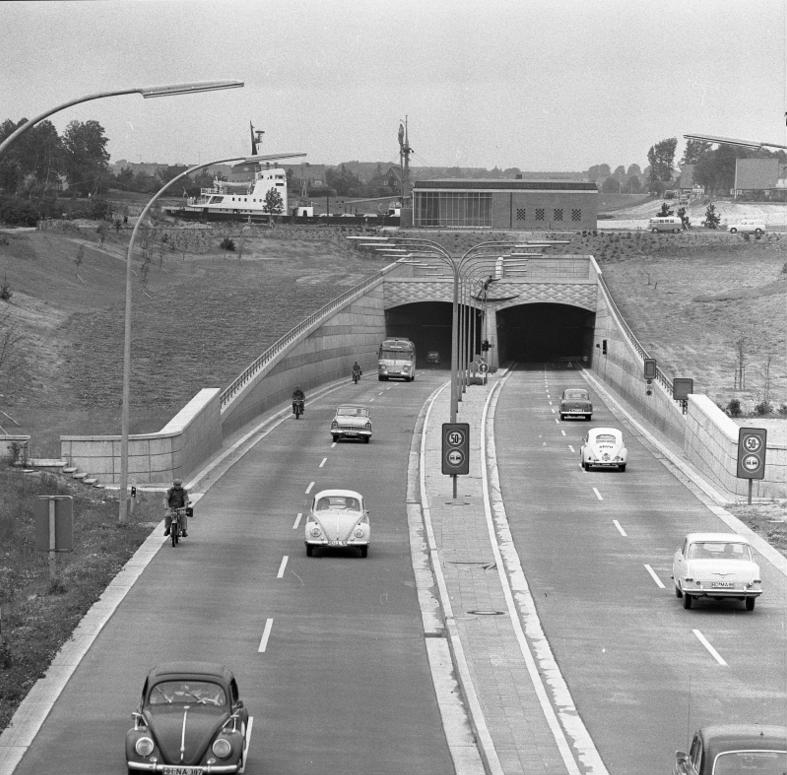
Südliche Ansicht des Kanaltunnels mit Blick aus Westerrönfeld Richtung Rendsburg (1962)

Westerrönfeld liegt an der Bundesstraße 77 von Rendsburg nach Itzehoe und der Bundesstraße 202, die von St. Peter-Ording über Rendsburg kommend Richtung Kiel führt und in Osterrönfeld (Anschlussstelle Schacht-Audorf) in die A 210 mündet.
Somit ist die Gemeinde mittelbar auch an die A 7 angebunden.
Prägend ist der 1961 eingeweihte Kanaltunnel Rendsburg, um auf die Nordseite des Kanals zu gelangen.
Ab 1901 hatte es in der Gemeinde einen Haltepunkt der Rendsburger Kreisbahn gegeben, die von Rendsburg nach Hohenwestedt gefahren war. 1957 ist diese Strecke stillgelegt worden.

## Sehenswürdigkeiten
In der Liste der Kulturdenkmale in Westerrönfeld stehen die in der Denkmalliste des Landes Schleswig-Holstein eingetragenen Kulturdenkmale.

## Freibad

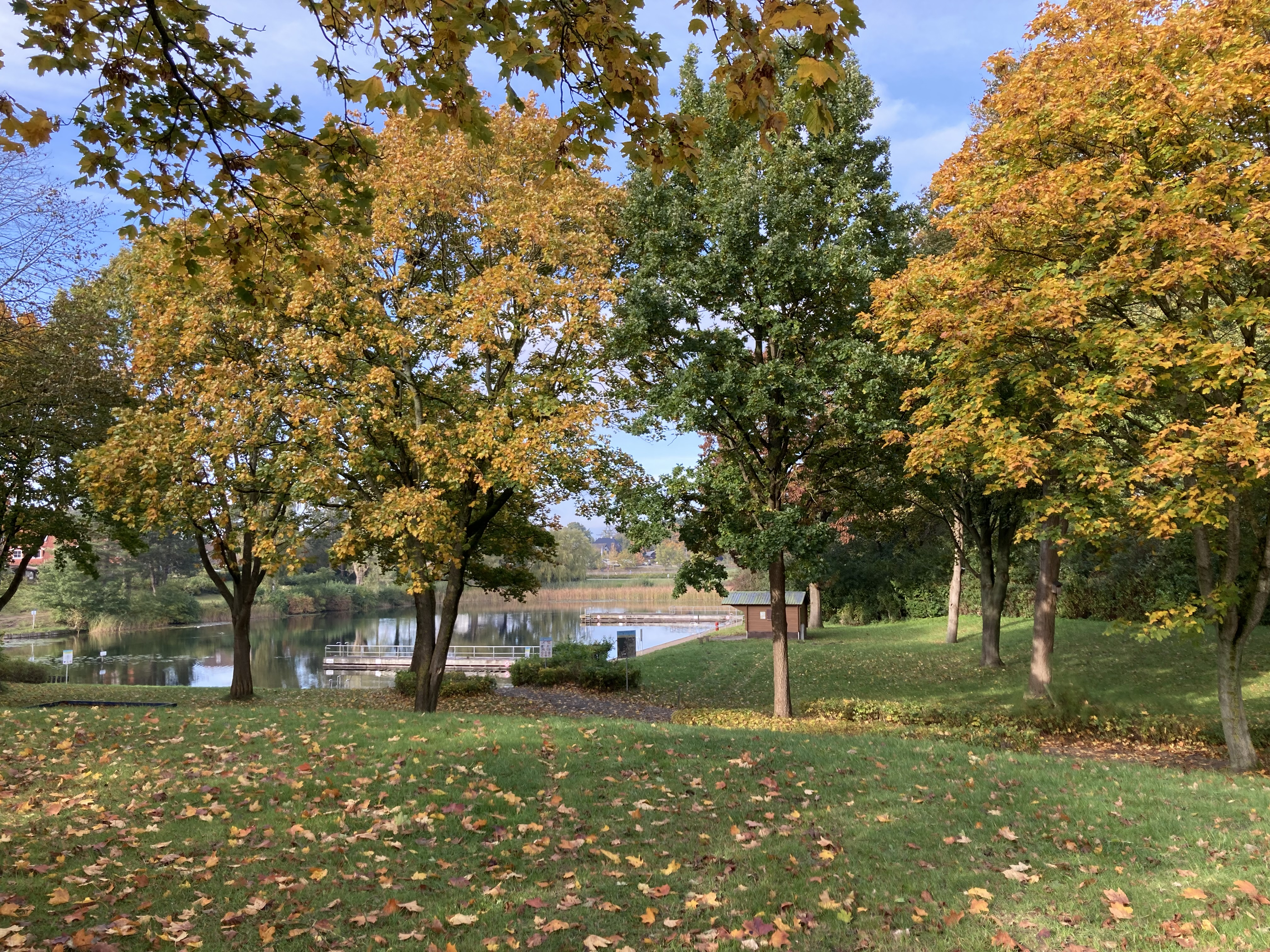
Badestelle Westerrönfeld im Herbst 2023 mit Blick in Richtung Norden/Nord-Ostsee-Kanal

Beim Bau des Kanaltunnels (1957–1961) entstand ein Naturbad, das direkt am Nord-Ostsee-Kanal gelegen ist. Durch die besondere Lage des Bades können während des Besuchs vorbeifahrende Schiffe beobachtet werden.

## Persönlichkeiten

### In Westerrönfeld geboren
- Heinrich Thies (1938–2023), Interessenvertreter für die niederdeutsche Sprache

### In Westerrönfeld beerdigt
- Martin Böttcher (1927–2019), deutscher Filmkomponist, der u. a. die Musik der Karl-May Filme verfasst hat.
- Anneliese Kaplan (1933–2020), deutsche Schauspielerin.